# Mounko
Mounko est un village de la Région du Littoral du Cameroun, situé dans la commune de Baré-Bakem. Situé à 10 km de Bayon, on y accède par la route qui lie Bayon à Ekom-Nkam puis vers Ndom.

## Population et développement
En 1964, la population de Mounko et de Manjibo était de 405 habitants, essentiellement des Bakem. La population de Mounko était de 200 habitants dont 97 hommes et 103 femmes, lors du recensement de 2005.